# Mago chickeringi
Mago chickeringi là một loài nhện trong họ Salticidae.
Loài này thuộc chi Mago. Mago chickeringi được Lodovico di Caporiacco miêu tả năm 1954.